# Berezyna (dopływ Dniepru)
Berezyna (biał. Бярэзіна Biarezina, ros. Березина, Bieriezina) – rzeka na Białorusi, prawy dopływ Dniepru o długości 613 km i powierzchni dorzecza 24 500 km².
Wypływa ze źródeł na północ od Wzniesień Mińskich w pobliżu Dokszyc, do Dniepru wpływa na zachód od Homla.
Rzeka jest zamarznięta od początku grudnia do początku kwietnia. Żeglowna na długości 505 km, do ujścia rzeki Sergucz. W latach 1793–1804 została połączona systemem kanałów z Dźwiną.
Główne dopływy:
- lewobrzeżne – Bóbr, Klewa, Olsa, Oła
- prawobrzeżne – Hajna, Świsłocz

Ważniejsze miasta nad Berezyną:
- Borysów
- Bobrujsk
- Swietłahorsk

## Historia
Od 26 do 29 listopada 1812 nad Berezyną toczyła się bitwa wycofujących się spod Moskwy pozostałości Wielkiej Armii cesarza Napoleona I z wojskami rosyjskimi.
Nad Berezyną do XX wieku zamieszkiwała polska szlachta zagrodowa. Jej kres opisał w powieści Nadberezyńcy Florian Czarnyszewicz.

## Galeria

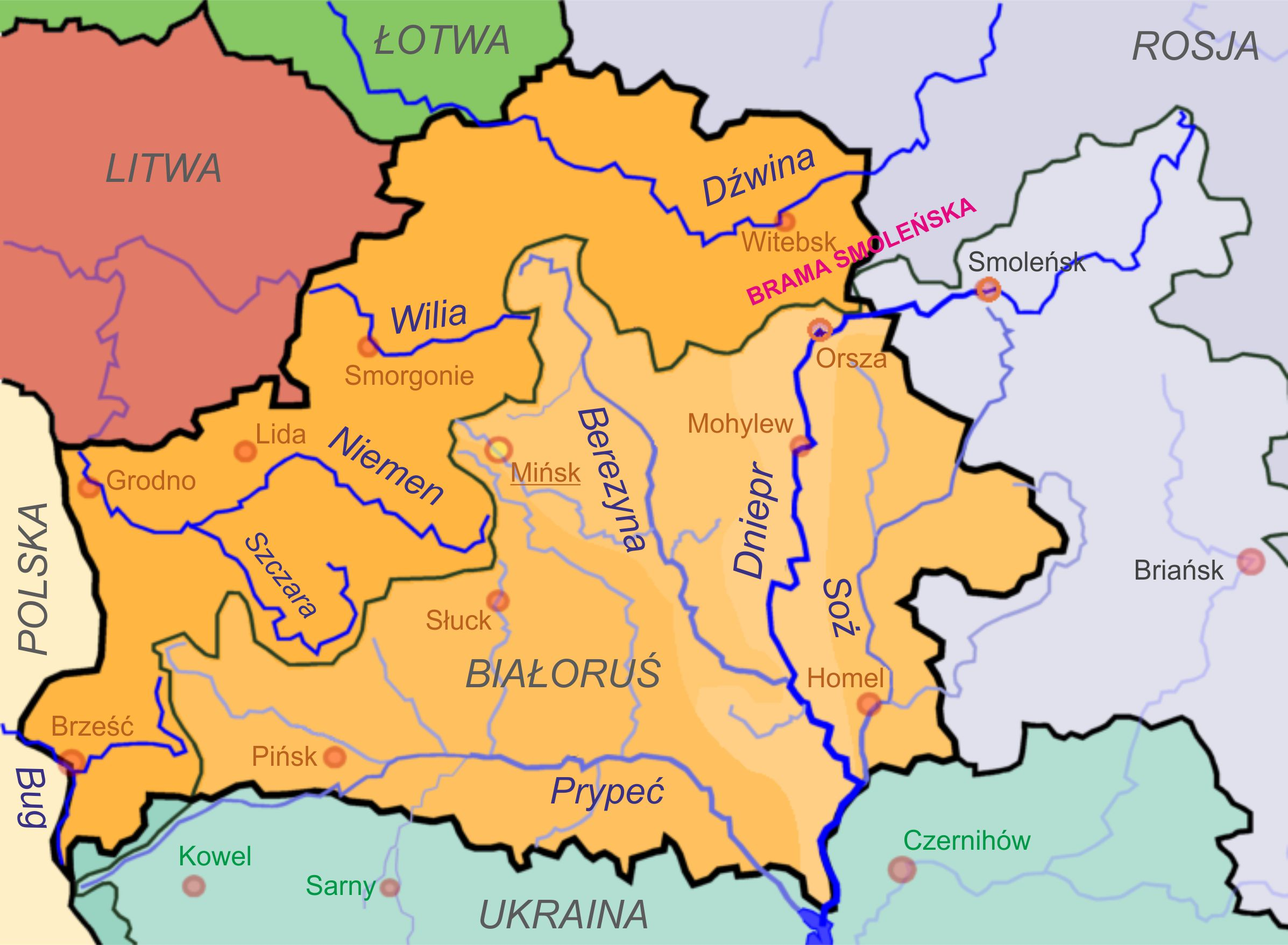
Rzeki Białorusi i ich dorzecza oraz wododział bałtycko-czarnomorski
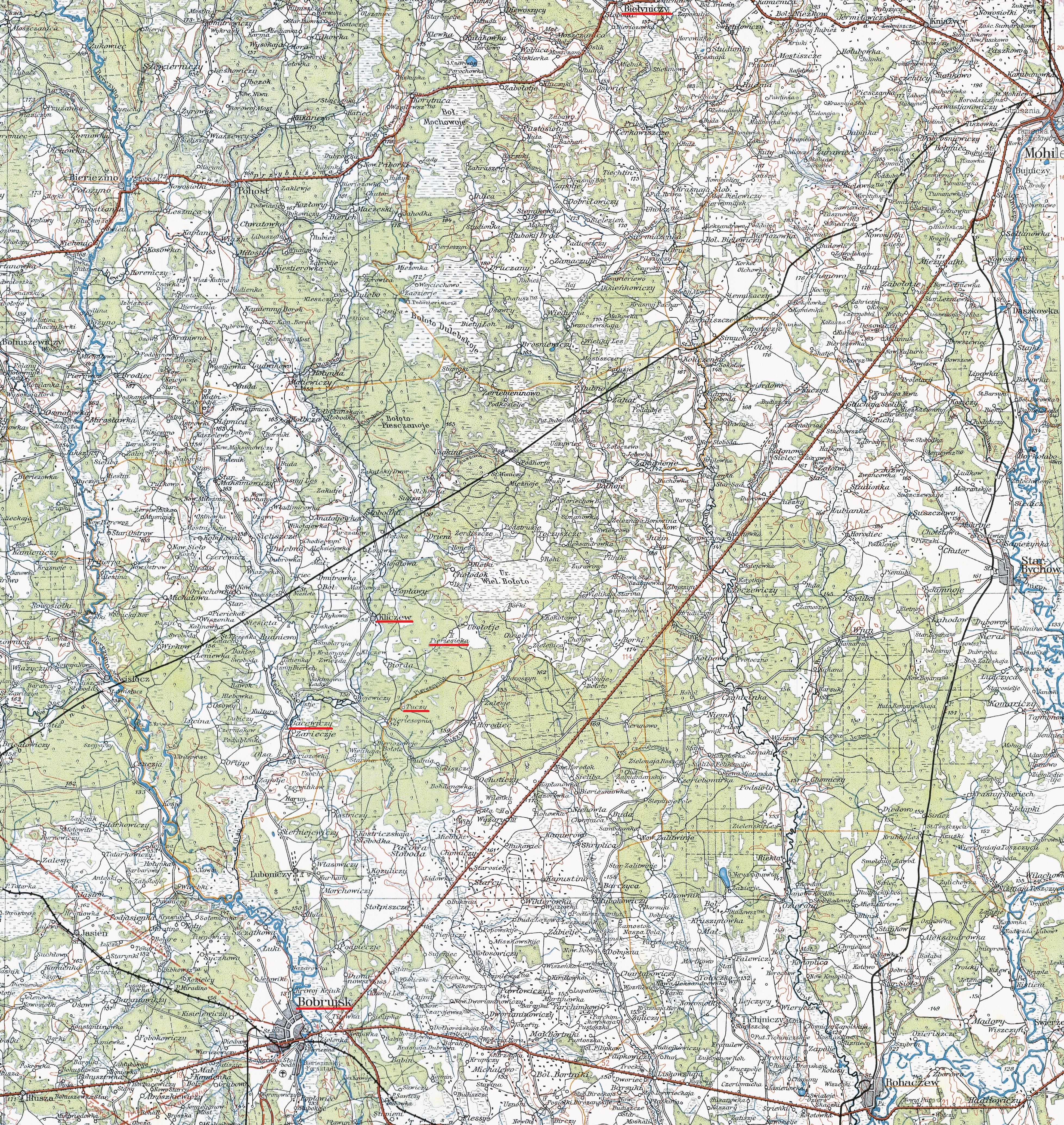
Okolice, w których toczy się akcja powieści F.Czarnyszewicza „Nadberezyńcy”
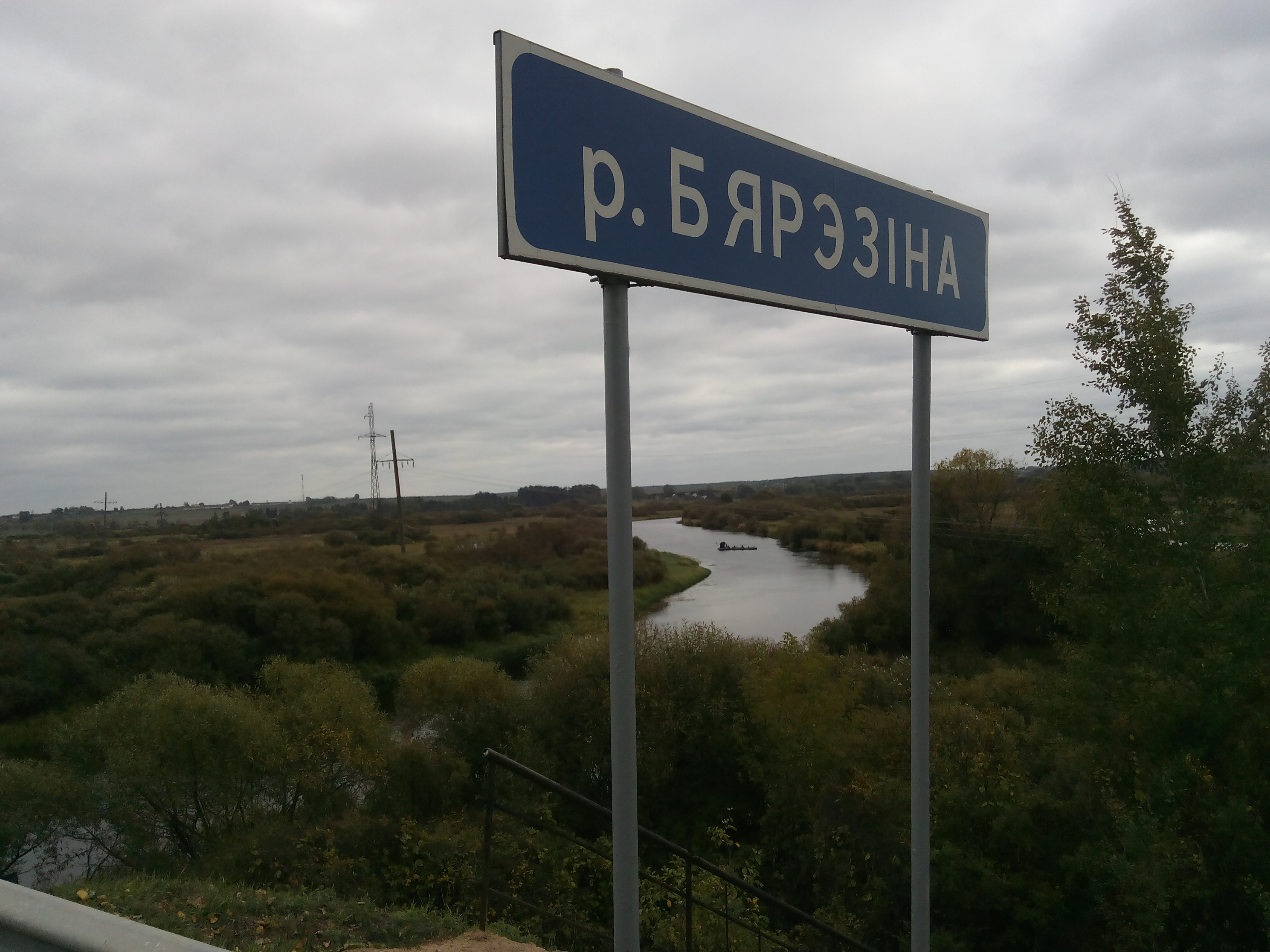
Berezyna w pobliżu Borysowa